# Don Simpson (Musiker)
Donald „Don“ Simpson (* 1925; † 16. Dezember 2023) war ein US-amerikanischer Jazz- und Unterhaltungsmusiker (Kontrabass, Arrangement, Komposition).

## Leben und Wirken
Simpson besuchte das College, um dann als Bassist und Arrangeur bei Gene Krupa and His Orchestra zu wirken. Zwischen 1950 und 1952 leistete er seinen Kriegsdienst ab. Ab 1953 arbeitete er bei Ray Anthony, an dessen Hit „Dragnet“ er beteiligt war (der auch als Intro der deutschen TV-Krimiserie Stahlnetz verwendet wurde). Er blieb dem Ray-Anthony-Orchester bis in die frühen 1980er-Jahre verbunden. Als Studiomusiker arbeitete er auch mit The Four Freshmen, The Marlins, Anita Sheer und mit Nat King Cole, zu hören in „I’d Rather Have the Blues (The Blues from 'Kiss Me Deadly')“ von 1955. Mit Franck Gérald und Ray Anthony schrieb er die Nummer „Week End Twist (Bookend Twist)“. Im Bereich des Jazz war er laut Tom Lord zwischen 1972 und 1980 an 211 Aufnahmesessions beteiligt.
Im weiteren Verlauf seiner Karriere war Simpson als Komponist und Arrangeur für Film und Fernsehen tätig. Nach einer weiteren Ausbildung an der Columbia University und der University of South Carolina (Promotion) wirkte er als Musiklehrer an der Dorsey High School; als Leiter der Schulband legte er die LP School Me!, Vol. 1: 1968–1975 vor. Dann lehrte er am Los Angeles City College.